# Jean-Baptiste Vuylsteke
Jean-Baptiste Vuylsteke (Geluwe, 9 september 1784 - 8 juni 1863) was burgemeester van de Belgische gemeente Geluwe.

## Levensloop
Vuylsteke, die ongehuwd bleef, was brouwer in Geluwe. Hij was verwant met de brouwersfamilie Van der Ghote in Elverdinge.
In 1830 werd hij raadslid en burgemeester van Geluwe en bleef dit tot aan zijn dood. Hij was tevens luitenant-kolonel van de Burgerwacht voor het platteland rond Wervik en voorzitter van de Harmonie Sint-Cecilia.
Van 1836 tot 1840 en van 1844 tot 1850 was hij provincieraadslid voor het kanton Wervik.